# Илава (район)
Район Илава (словац. Okres Ilava) — район Тренчинского края Словакии, граничит с Чешской республикой. Центром является город Илава. Крупным городом является так же Дубница-над-Вагом с пригородом, с 1957 самостоятельным городом Нова-Дубница.

## История
Образован в 1923 году на левом берегу реки Ваг, на которой тогда не было мостов. К 1949 году район получил форму, близкую к современной, а в 1960 был упразднен и вошел в состав Поважской-Бистрицы. Воссоздан актом Национального совета Словацкой республики № 221/1996 в 1996 году.

## Население
| Год:        | 1994   | 2004    | 2014    | 2024    |
| ----------- | ------ | ------- | ------- | ------- |
| Broj ljudi: | 62 205 | 61 422  | 60 194  | 56 647  |
| Разница:    |        | −1,25 % | −1,99 % | −5,89 % |

| Год:                | 2023   | 2024    |
| ------------------- | ------ | ------- |
| Количество человек: | 56 920 | 56 647  |
| Разница:            |        | −0,47 % |

### Статистические данные (2001)
Национальный состав:
- Словаки — 97,0 %
- Чехи — 1,2 %

Конфессиональный состав:
- Католики — 81,2 %
- Лютеране — 2,1 %